# Qingdao Jonoon
Qingdao Jonoon Football Club is een Chinese voetbalclub uit Qingdao. De club is opgericht op 1990. De thuiswedstrijden worden gespeeld in het Qingdao Tiantai Stadion gespeeld, dat plaats biedt aan 50.000 toeschouwers. De clubkleuren zijn oranje-zwart.

## Erelijst
- Jia League B

Winnaar (1): 1994
- FA Cup

Winnaar (1): 2002

## Naamswijzigingen
| Jaar | Naam                   | Bijzonderheid |
| ---- | ---------------------- | ------------- |
| 1995 | Qingdao Hainiu         | Oprichting    |
| 1998 | Qingdao Yizhong Hainiu |               |
| 2001 | Qingdao Pijiu          |               |
| 2002 | Qingdao Hademen        |               |
| 2003 | Qingdao Beilaite       |               |
| 2005 | Qingdao Zhongneng      |               |
| 2008 | Qingdao Jonoon         |               |

## Bekende (oud-)spelers
- Dumitru Mitu

Beijing Guoan · 
Cangzhou Mighty Lions ·
Changchun Yatai ·
Chengdu Rongcheng ·
Henan · 
Meizhou Hakka · 
Nantong Zhiyun · 
Qingdao Hainiu ·
Qingdao West Coast ·
Shandong Taishan · 
Shanghai Shenhua ·
Shanghai Port ·
Shenzhen Peng City ·
Tianjin Jinmen Tiger · 
Wuhan Three Town
Zhejiang